# Cynoglossum viridiflorum
Cynoglossum viridiflorum là loài thực vật có hoa trong họ Mồ hôi. Loài này được Pall. ex Lehm. mô tả khoa học đầu tiên năm 1818.